# (10506) Rydberg
(10506) Rydberg – planetoida z pasa głównego asteroid okrążająca Słońce w ciągu 5,18 lat w średniej odległości 2,99 j.a. Odkrył ją Eric Walter Elst 13 lutego 1988 roku w Obserwatorium La Silla. Nazwa planetoidy pochodzi od Johannesa Rydberga (1854–1919) – szwedzkiego fizyka.